# 야마모토 유즈키
야마모토 유즈키(일본어: 山本 柚月, 2002년 9월 1일 ~ )는 일본의 여자 축구 선수이다.

## 구단 경력
2021년 WE리그의 닛테레 도쿄 베르디 벨레자에 입단하였다.

## 국가대표팀 경력
그녀는 2018년 FIFA U-17 여자 월드컵에 참가할 일본 U-17 국가대표팀에 발탁되었으며, 3경기에 출전, 1득점을 넣었다. 2022년 FIFA U-20 여자 월드컵에 참가할 일본 U-20 국가대표팀에 발탁되었으며, 6경기에 출전, 3득점을 기록했으며 준우승에 기여했다.
2022년 아시안 게임에 참가할 일본 국가대표 B팀에 발탁되었으며, 일본이 우승을 달성하는데 크게 기여하였다.
2025년 5월 30일 브라질과의 경기에서 일본 국가대표팀에 데뷔했다. 2025년 EAFF E-1 풋볼 챔피언십에도 출전했다.